# Ernest Babelon

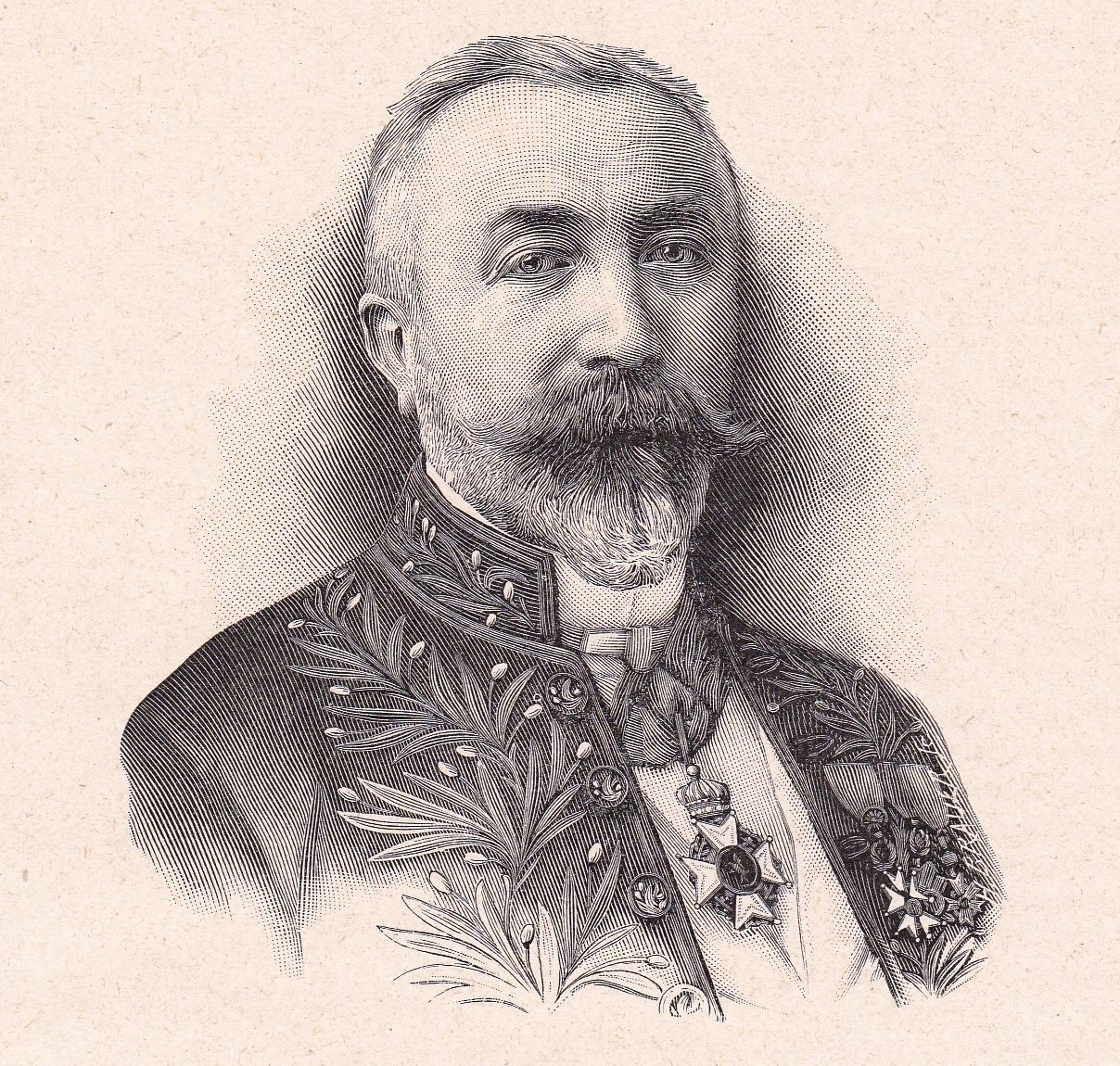
Ernest Babelon (um 1900)

Ernest Charles François Babelon (* 7. November 1854 in Sarrey, Département Haute-Marne; † 3. Januar 1924 in Paris) war ein französischer Numismatiker und Klassischer Archäologe.

## Leben
Ernest Babelon kam aus einfachen Verhältnissen, sein Vater war Messerschmied. Seine Eltern ermöglichten ihm den Besuch des Petit séminaire in Langres. Von 1874 bis 1878 studierte er an der École nationale des chartes in Paris. Seine Diplomarbeit verfasste er zum Thema Les bourgeois du roi au Moyen Âge. Nach dem frühen Tod von Camille de La Berge wurde 1878 am Cabinet des Médailles der Bibliothéque Nationale in Paris eine Stelle frei, die Babelon im März 1878 erhielt. Babelon, der bis dahin nichts mit der Antike zu tun hatte, arbeitete sich intensiv in die Numismatik und die Archäologie ein und besuchte die archäologischen Kurse von François Lenormant, der ihm zum Freund wurde, mit diesem zusammen arbeitete er auch auf dem Gebiet der Altorientalistik. Mit Salomon Reinach führte er 1883/84 Forschungen in Tunesien durch (Mission archéologique française en Tunisie). 1890 wurde er Stellvertreter des Direktors Henri Lavoix, zwei Jahre später wurde er selbst Direktor des Cabinet des Médailles und blieb es für 32 Jahre bis 1924. Sein Nachfolger wurde Adolphe Dieudonné. Während des Ersten Weltkrieges leitete er die Auslagerung der Objekte aus dem Cabinet des Médailles und nach dem Krieg die Neuordnung. 1902 wurde er zusätzlich Dozent für Numismatik und Glyptik am Collège de France, 1908 Professor auf dem Lehrstuhl Cours de numismatique antique et médiévale am Collège de France.
Babelon widmete sich zunächst, bedingt durch seine Ausbildung an der École des chartes mediävistischen Studien. Mit Eintritt in das Cabinet des Médailles begann dann sein Interesse zur Antiken Numismatik und Archäologie zu wechseln, wo er sich zu einem angesehenen Fachmann entwickelte. Babelon wurde zu einer zentralen Figur der französischen Archäologie. Er saß in mehreren bedeutenden Kommissionen und war Mitherausgeber der Gazette archéologique. Seine numismatischen Arbeiten hatten zwei Richtungen. Einerseits verfasste er numismatische Kataloge, andererseits wagte er auch die Synthese seiner Einzelstudien in umfassenden Werken. Sein Handbuch Traité des monnaies grecques et romaines blieb unvollendet, geplant war aufbauend auf der Sammlung von William Henry Waddington eine Erfassung allen numismatischen Wissens seiner Zeit. Auch sein mit Théodore Reinach erarbeitetes Corpuswerk Recueil général des monnaies grecques d’Asie mineure, in dem die kleinasiatischen Münzstätten erfasst wurden, blieb unvollendet. Das Werk ist bis heute auf Grund seiner Materialfülle von wissenschaftlicher Bedeutung.
Mit einer zweibändigen Arbeit über Rom und die Germanen griff er gegen Ende des Ersten Weltkrieges in den politischen Diskurs um das Saargebiet ein. Er war einer der Protagonisten des von 1917 bis 1918 bestehenden Comité d’études, das Argumente für eine Zugehörigkeit des Saargebietes zu Frankreich sammelte. In Anlehnung an Arbeiten von Paul Vidal de la Blache favorisierte er ein Militärprotektorat, zitierte dabei aber Paul Vidal de la Blache falsch.
Sein Sohn Jean Babelon (1889–1978) war ebenfalls Numismatiker und Direktor des Cabinet des Médailles, sein Enkel Jean-Pierre Babelon (* 1931) Historiker.

## Ehrungen
Babelon wurde vielfach ausgezeichnet und geehrt. 1898 wurde er Mitglied der Académie des inscriptions et belles-lettres, 1908 war er für ein Jahr deren Präsident. Ferner war er korrespondierendes Mitglied der Rumänischen Akademie.
1899 wurde ihm die Medaille der Royal Numismatic Society zuerkannt, 1922 die Archer M. Huntington Medal.
- 1884 Kommandeur Nischan el Iftikhar, Tunesien
- 1888 Officier de l´Instruction publique, Frankreich
- 1899 Kommandeur Orden Leopolds II., Belgien
- 1900 Ritter, 1921 Offizier der Ehrenlegion, Frankreich[2]
- Offizier Erlöser-Orden, Griechenland
- Großoffizier Orden der Krone von Italien, Italien

## Schriften (Auswahl)
- Description historique et chronologique des monnaies de la République romaine, vulgairement appelées monnaies consulaires. 2 Bände, C. Rollin et Feuardent, Paris 1885–1886.
- mit Salomon Reinach: Recherches archéologiques en Tunisie (1883–1884). Impr. nationale, Paris 1886.
- mit Adrien Blanchet: Catalogue des bronzes antiques de la Bibliothèque nationale. E. Leroux, Paris 1895.
- Carthage. Histoire et description des ruines. E. Leroux, Paris 1896.
- Catalogue des camées antiques et modernes de la Bibliothèque nationale. E. Leroux, Paris 1897.
- Traité des monnaies grecques et romaines. 5 Bände, E. Leroux, Paris 1901–1932.
  - Band 1, 1: Théorie et doctrine. 1901
  - Band 2, 1–4: Desritpions historiques. 1907–1932.
- Recueil général des monnaies grecques d’Asie mineure. Commencé par William Henry Waddington, continué et complété par Ernest Babelon et Théodore Reinach. 4 Bände, E. Leroux, Paris 1904–1912
  - Band 1, 1 Pont et Paphlagonie. 1904 Digital
  - Band 1, 2 Bithynie (jusqu'à Juliopolis). 1908 Digital
  - Band 1, 3 Nicée et Nicomédie. 1910
  - Band 1, 4 Prusa, Prusias, Tius. 1912 Digital
- La Grande Question d'Occident. Le Rhin dans l’histoire. 2 Bände, E. Leroux, Paris 1916–1917.
  - Band 1: L’antiquité. Gaulois et Germains. 1916.
  - Band 2: Les Francs de l’Est. Français et Allemands. 1917.